# ATLET
ATLET(아틀렛)(본명: 최범수, 2003년 1월 22일~)은 대한민국의 래퍼이다.